# Casey Jacks
Casey Jacks (1989/1990 – 29. dubna 2019 Petaluma, Kalifornie) byl americký gay pornoherec.
Svou kariéru v gay pornografii zahájil v roce 2016 u značky Reality Dudes. Pod pseudonymem Owen natáčel pro studio Corbin Fisher, jako Casey Jacks pak mimo jiné pro značky a studia Falcon, Guys In Sweatpants, Men.com či Next Door Studios.
Chris Crisco ze společnosti Choice Talent Management oznámil, že Casey Jacks zemřel 29. dubna 2019. Příčina jeho úmrtí ve věku 29 let nebyla zveřejněna. Někteří jeho kolegové z oboru naznačili, že by mohl spáchat sebevraždu, to však nebylo oficiálně potvrzeno.